# 后子河遗址
后子河遗址，位于中国青海省大通县后子河乡东村，为第四批青海省文物保护单位，公布日期为1986年5月27日，类型为古遗址。
后子河遗址的历史年代为马家窑类型。